# Střet civilizací
Střet civilizací (anglicky The Clash of Civilizations) je kniha amerického politologa Samuela P. Huntingtona, ve které popisuje svoji stejnojmennou teorii. Tato teorie tvrdí, že v budoucnu budou světové konflikty především nebo výhradně probíhat mezi kulturními celky (např. mezi západní kulturou a islámskou civilizací), nikoliv mezi jednotlivými zeměmi v rámci jednotlivých celků, jak tomu bylo v minulosti (např. v období první a druhé světové války). Je považována za neokonzervativní a za protipól k ní bývá obvykle stavěna Fukuyamova teorie konce dějin.

## Teorie střetu civilizací

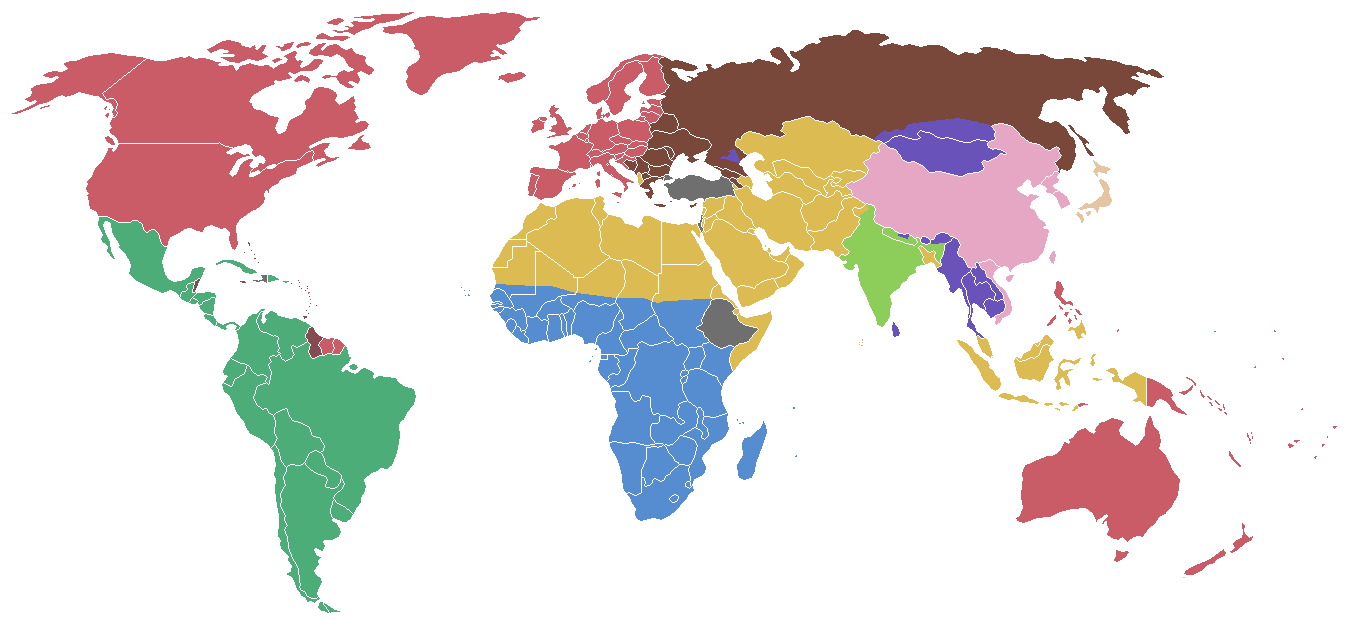
Rozdělení světa na civilizační celky podle Huntingtona – červená je západní civilizace (tedy i Česko), hnědá pravoslavná civilizace, zelená latinskoamerická civilizace, žlutá islámská civilizace, modrá subsaharská Afrika, fialová buddhistická civilizace, růžová čínská civilizace, světle zelená hinduistická civilizace, béžové Japonsko a tmavě šedé takzvaně „osamělé státy“ (lone states) – Turecko, Izrael a Etiopie.

Podle politologa Samuela P. Huntingtona se svět po skončení tzv. studené války, tj. v druhé polovině 20. století, ještě výrazněji rozštěpil na jednotlivé civilizační okruhy. Národy těchto okruhů vyznávají podobné společenské, morální, náboženské a jiné hodnoty, které jsou obvykle trvanlivější než aktuální politická situace (příkladem může být Varšavská smlouva, která v sobě spojovala části nejrůznějších civilizačních celků).
Každý z těchto celků je veden ústředním státem, který nad ní do jisté míry může držet „ochrannou ruku“ – západní civilizace, např. Spojené státy americké, pravoslavné Rusko, např. v islámské civilizaci o vůdčí pozici soupeří více států (srov. Írán, Egypt).
Zároveň Huntington odsuzuje velkou migraci Mexičanů do USA, Američané tím ztratí svou národní identitu a do značné míry kontrolu nad vlastní zemí. Někteří Huntingtonovi odpůrci[kdo?] toto tvrzení označují za xenofóbní. Podle samotného Huntingtona a jeho příznivců v tom nehraje roli žádný šovinismus, ale zkrátka racionální úvaha, zda Američané chtějí silně změnit svoji zemi a tím i celosvětový vývoj. Různé civilizace mají různé sklony k vzájemnému souboji – velký např. západní a islámská, malý např. západní a subsaharská (africká).

## Obliba a kritika

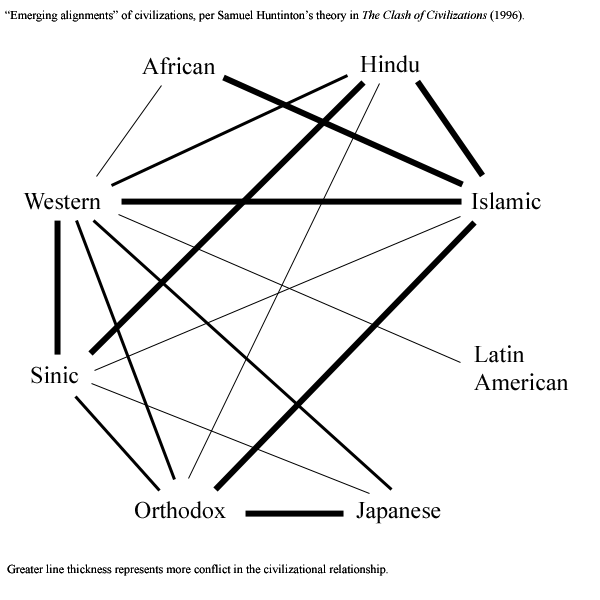
Vzájemná rivalita mezi civilizacemi podle Huntingtona

Huntingtonova práce se stala rychle populární. Jeho příznivci připomínají například 11. září 2001 jako symbol konfliktu Západu a Islámu, či spor o Kosovo za konflikt mezi Západem (kde dominuje katolictví a protestantství) a Pravoslavím – západní státy obvykle oficiálně uznávají samostatnost tohoto území, pravoslavné (Srbsko, Rusko, Rumunsko, Řecko) jej považují za nedílnou součást Srbska.
Známý kritik Huntingtona, neohumanista Francis Fukuyama, soudí, že 11. září 2001 bylo sice tragické a významné pro situaci ve světě, ale méně důležité pro běh dějin – jednalo se o čin radikálních islamistů, „nešťastných z pouhé existence západní civilizace.“ Podle Fukuyamy je toto zoufalý pokus zvrátit světový vývoj – spění k liberální demokracii. Jiní zase připomínají konflikty uvnitř jednotlivých Huntingtonových celků – jako takový příklad může sloužit třeba rivalita mezi Slovenskem a Maďarskem, Ruskem a Ukrajinou či Irákem a Íránem.